# Biserica „Acoperământul Maicii Domnului” din Cobusca Veche
Biserica „Acoperământul Maicii Domnului” este o biserică amplasată în Cobusca Veche, raionul Anenii Noi, Republica Moldova. Este un monument arhitectural de importanță națională inclus în Registrul monumentelor Republicii Moldova ocrotite de stat cu nr. 72 (raionul Anenii Noi). Datează din 1898.